# Wheelerigobius wirtzi
Wheelerigobius wirtzi é uma espécie de peixe da família Gobiidae e da ordem Perciformes.

## Morfologia
- Os machos podem atingir 3,5 cm de comprimento total.[4][5]

## Habitat
É um peixe marítimo, de clima tropical e demersal que viu até 1 m de profundidade.

## Distribuição geográfica
É encontrado no Oceano Atlântico oriental central: Camarões e São Tomé.

## Observações
É inofensivo para os humanos.